# Irmãos Angulo
Os Irmãos Angulo fizeram parte da grande Revolução de Cusco em 1814, pela independência do Peru. Seus pais eram Dom Francisco Angulo e Dona Melchora Torres. São quatro irmãos, todos cusquenhos: Mariano, José, Vicente e Juan. Os três primeiros lideraram a Rebelião de Cusco, juntamente com o cacique Mateo Pumacahua e outros líderes patriotas. José Angulo assumiu o título de Capitão Geral das Armas da Pátria, uma posição militar de alto nível dentro da revolução. Vicente Angulo foi investido no posto de brigadeiro e acompanhou Pumacahua na expedição para Arequipa, sendo o mentor que levou ao triunfo patriótico em La Apacheta. Mariano Angulo assumiu o comando geral de Cusco, no cargo de coronel e apoiou a expedição para Huamanga . Enquanto Juan Angulo, que era religioso, oficiou como conselheiro e possivelmente como secretário. Os irmãos José, Vicente e Mariano, foram capturado e derrotados, submetidos a julgamento sumário e condenados a morte. A sentença foi cumprida em Cusco em 29 de maio de 1815 . Juan foi enviado para a Espanha, na prisão da Corte em Madri.

## José Angulo

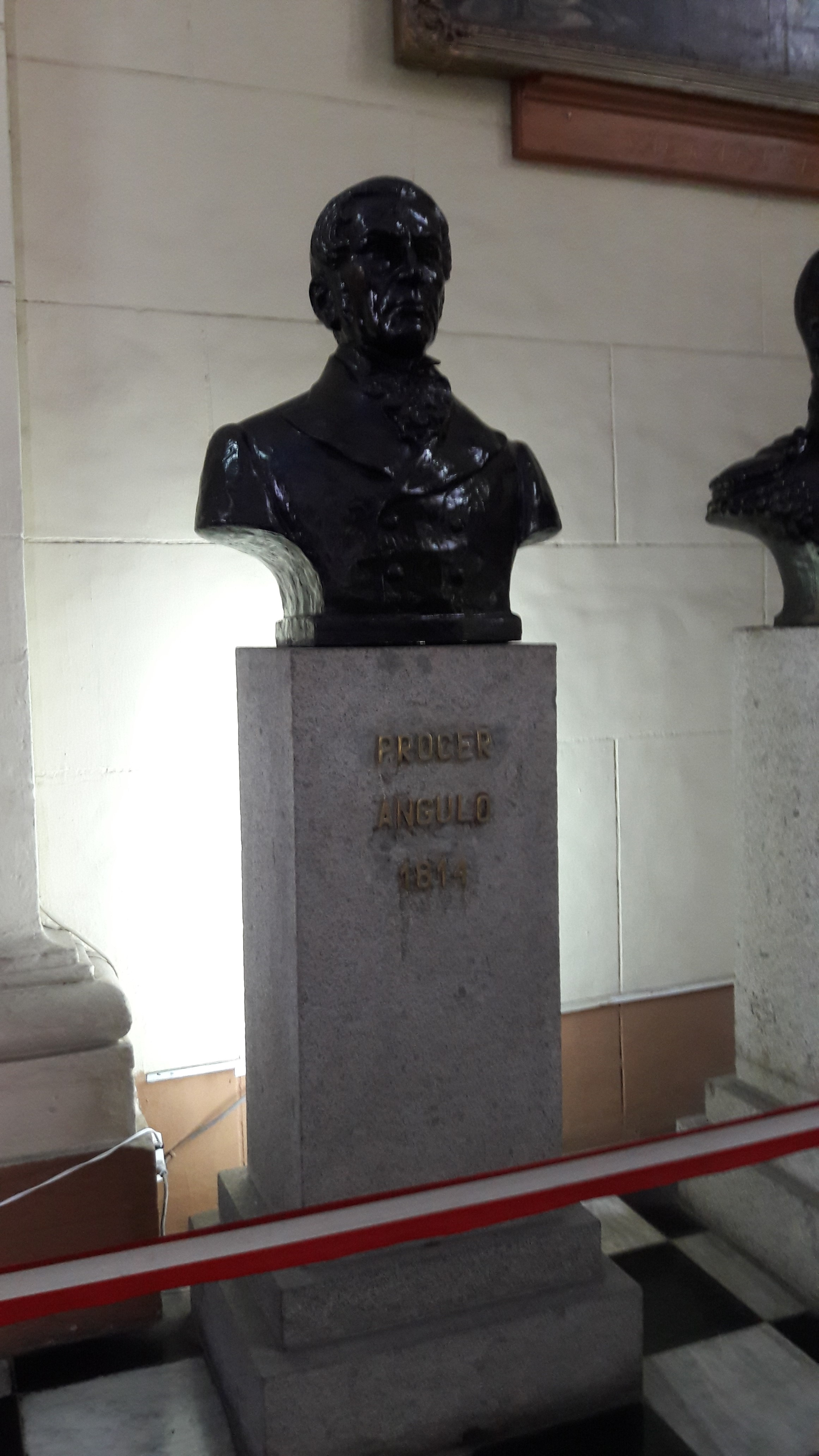
Efigie de José Angulo em Panteón de los Próceres na cidade de Lima.

José se dedicou à mineração e à agricultura, até se envolver nas questões patrióticas de Cusco em 1813. No ano seguinte liderou a revolução que derrubou as autoridades do vice-rei e instalou uma Junta de Governo liderada pelo chefe Mateo Pumacahua. Ele foi proclamado Capitão-geral dos Armas da Pátria e organizou três exércitos para La Paz, Huamanga e Arequipa. Com alguns triunfos iniciais, suas tropas foram destruídas na batalha de Umachiri (11 de março de 1815). Ele tentou fugir, mas foi capturado em Zurite, sendo executado junto com seus irmãos em Cusco em 29 de maio de 1815.

## Vicente Angulo
Vicente dedicou-se primeiramente à produção de cana-de-açúcar em Abancay, mas no início da revolução de Cusco, seguiu a expedição do cacique Mateo Pumacahua para Arequipa. Conquistou a vitória na batalha de Apacheta e na conquista da Cidade Branca. Continuou a seguir Pumacahua em retirada para o Collao. Infelizmente, eles foram derrotados pelo general Juan Ramirez na Batalha de Umachiri (11 de março de 1815), onde foi capturado e executado.

## Mariano Angulo
Mariano se dedicou à agricultura e ao comércio até o início da revolução de Cusco, onde estava sendo liderada por seu irmão José, em 3 de agosto de 1814. Ele foi nomeado comandante da sede da Cusco e dirigiu o assalto à casa do coronel espanhol Domingo Astete. Mariano também conduziu uma expedição a Abancay em fevereiro de 1815, mas foi emboscado, capturado e enviado a Cusco. Ele morreu executado com seus irmãos em 29 de maio de 1815.

## Juan Angulo
Estudou no Seminário de San Antonio Abad em 18 de setembro de 1802, em Cusco. Era missionário nas paróquias em Belém e Santiago. Foi ecônomo nas doutrinas da Alca e Quica, onde foi consagrado como sacerdote em 1808 e designado para a paróquia de Pampamarca, cujo templo ele decorou e cobriu como sua própria propriedade. Quando iniciou-se a Revolução de Cusco em 1814, Juan imediatamente foi para Cusco acompanhar seus irmãos Mariano, Vicente e José, que lideravam a revolução. Após as derrotas sofridas durante a revolução e a execução de seus irmãos, ele foi capturado e preso, condenado a um ano de exercícios espirituais em Trujillo e a pagar uma multa de 2.000 pesos.